# 천사와 사랑을
《천사와 사랑을》(Date With An Angel)은 미국에서 제작된 톰 맥러플린 감독의 1987년 코미디, 판타지 영화이다. 마이클 E. 나이트 등이 주연으로 출연하였고 마사 드 로렌티스 등이 제작에 참여하였다.

## 출연

### 주연
- 마이클 E. 나이트
- 피비 케이츠
- 엠마누엘 베아르

### 조연
- 데이빗 듀크
- 비비 베쉬
- 피터 코완코
- 필 브락
- 앨버트 맥클린
- 비니 아르지로

## 기타
- 협력프로듀서: 조스 로페즈 로데로
- 미술: 크레그 스턴즈
- 특수효과: 리처드 에드런드
- 의상: 도나 오닐
- 배역: 펀 챔피온
- 배역: 파멜라 바스커